# Anthostomella monthadoi
Anthostomella monthadoi är en svampart som beskrevs av Promp. 2005. Anthostomella monthadoi ingår i släktet Anthostomella och familjen kolkärnsvampar.   Inga underarter finns listade i Catalogue of Life.